# Sonia Ayaucán
Sonia Beatriz  Ayaucán  Ciudad (n. Chincha, Perú 1 de abril de 1969) es una voleibolista peruana.

## Biografía
Desde niña se interesó por jugar al voleibol, lo que pronto la llevaría a Lima para pertenecer al Club Deportivo Bamcoper. Fue seleccionada por Man Bok Park para representar al Perú en campeonatos. Con 17 años participó en el Campeonato Mundial de Voleibol de Checoslovaquia de 1986 y ganó la medalla de bronce.
Desde ese momento se hizo conocida, jugó al voleibol en clubes de Italia.

### Retiro
Se retiró joven, todavía sin haber cumplido los 25 años, pues tenía varias lesiones en la rodilla derecha. Fue operada en cuatro ocasiones, lo que le impidió jugar como lo había hecho hasta el sudamericano de voleibol de 1993.

## Resultados

### Premios individuales
- Jugadora VIP del campeonato sudamericano de 1993.[3]

### A nivel mayores
- 1986:  Campeonato Mundial de Checoslovaquia.
- 1986:  Goodwill Games.
- 1986:  Copa FIVB.
- 1987:  Copa Japón.
- 1989:  "Campeona" Sudamericano de Curitiba.
- 1990: Sexto lugar Campeonato Mundial de China.
- 1990: Cuarto lugar Goodwill Games.
- 1993:  Sudamericano de Cusco.

### A nivel juvenil
- 1986  Sudamericano  de Voleibol Juvenil Femenino.
- 1987 Sexto lugar Campeonato Mundial de Voleibol Femenino Sub-20 de 1987.
- 1988 Sudamericano de Voleibol Juvenil Femenino.